# 卡普列
卡普列（意大利语：Caprie），是意大利北部皮埃蒙特大区都灵省的一个市镇。总面积16.35平方公里，总人口2136，人口密度130.6人/平方公里（2010年12月31日）。